# Kahtla-Kübassaare
Kahtla-Kübassaare este o arie protejată (arie specială de conservare — SAC, sit de importanță comunitară — SCI, arie de protecție specială avifaunistică — SPA) din Estonia întinsă pe o suprafață de 14.090,2 ha, integral pe uscat.

## Localizare
Centrul sitului Kahtla-Kübassaare este situat la coordonatele 58°24′55″N 23°11′09″E / 58.4152°N 23.1858°E.

## Înființare
Situl Kahtla-Kübassaare a fost declarat sit de importanță comunitară în aprilie 2004 pentru a proteja 38 de specii de animale. Alte tipuri de protecție:
- arie de protecție specială avifaunistică (în aprilie 2004)[2]
- arie specială de conservare (în iulie 2010)[1][3][4]

## Biodiversitate
Situată în ecoregiunile boreală și marină baltică, aria protejată conține 20 de habitate naturale: Bancuri de nisip acoperite în permanență slab de apă marină, Terase mlăștinoase și terase nisipoase neacoperite de apă la reflux, Lagune de coastă, Golfuri mici largi și golfuri puțin adânci, Recifuri, Vegetație anuală la limita mareei, Vegetație perenă pe țărmurile stâncoase, Faleze cu vegetație de pe coastele atlantice și baltice, Insulițe și insule mici din Baltica boreală, Pășuni de coastă din Baltica boreală, Formațiuni de Juniperus communis pe lande sau pajiști calcaroase, Pajiști uscate seminaturale și facies de acoperire cu tufișuri pe substraturi calcaroase (Festuco-Brometalia) (* situri importante pentru orhidee), Alvar nordic și șisturi calcaroase precambriene, Pajiști cu Molinia pe soluri calcaroase, turboase sau argilos-nămoloase (Molinion caeruleae), Pajiști din zone de pădure fino-scandinave, Mlaștini calcaroase cu Cladium mariscus și specii de Caricion davallianae, Mlaștini alcaline, Taiga vestică, Păduri caducifoliate bătrâne naturale hemiboreale fino-scandinave (Quercus, Tilia, Acer, Fraxinus sau Ulmus) bogate în specii epifite, Păduri caducifoliate de mlaștină fino-scandinave.
La baza desemnării sitului se află mai multe specii protejate de  păsări (38): rață lingurar (Anas clypeata), rață fluierătoare (Anas penelope), rață mare (Anas platyrhynchos), rață cârâitoare (Anas querquedula), rață pestriță (Anas strepera), gâscă cenușie (Anser anser), rață-cu-cap-castaniu (Aythya ferina), rața moțată (Aythya fuligula), Branta leucopsis, Bucephala clangula, prundaș gulerat mare (Charadrius hiaticula), erete de stuf (Circus aeruginosus), Clangula hyemalis, Cygnus columbianus bewickii, lebădă de vară (Cygnus olor), lișiță (Fulica atra), cocor (Grus grus), pescăruș sur (Larus canus), pescăruș negricios (Larus fuscus), pescăruș mic (Larus minutus), pescăruș râzător (Larus ridibundus), sitar de mâl (Limosa limosa), rață catifelată (Melanitta fusca), ferestraș mic (Mergus albellus), ferestrașul mare (Mergus merganser), Mergus serrator, cormoran mare (Phalacrocorax carbo), ciocănitoarea verde (Picus viridis), corcodel-urechiat (Podiceps auritus), corcodel mare (Podiceps cristatus), ciocântors (Recurvirostra avosetta), eider (Somateria mollissima), chiră mică (Sterna albifrons), pescăriță mare (Sterna caspia), chiră de baltă (Sterna hirundo), Sterna paradisaea, fluierarul cu picioare roșii (Tringa totanus), nagâț (Vanellus vanellus).
Pe lângă speciile protejate, pe teritoriul sitului au mai fost identificate 5 specii de păsări, 1 specie de amfibieni, 1 specie de mamifere.